# Prostituição forçada
Prostituição forçada, também conhecida como prostituição involuntária ou prostituição compulsória, é a prostituição ou escravidão sexual que ocorre em decorrência de coerção por terceiros. Os termos "prostituição forçada" ou "prostituição imposta" aparecem em convenções internacionais e humanitárias, como o Estatuto de Roma do Tribunal Penal Internacional, mas têm sido aplicados de forma inconsistente. "Prostituição forçada" refere-se a condições de controle sobre uma pessoa coagida por outra a se envolver em atividade sexual.

## Situação legal
A prostituição forçada é ilegal segundo o direito consuetudinário em todos os países. Isso difere da prostituição voluntária, que pode ter status legal diverso, variando desde ser totalmente ilegal e punível com a morte até ser legal e regulamentada como profissão.
Embora a legalidade da prostituição adulta varie entre jurisdições, a prostituição infantil é ilegal em quase todo o mundo.
Em 1949, a Assembleia Geral da ONU adotou a Convenção para a Supressão do Tráfico de Pessoas e da Exploração da Prostituição de Outrem. Essa convenção substitui várias convenções anteriores que tratavam de aspectos da prostituição forçada e aborda outras questões relacionadas à prostituição, penalizando a obtenção e o incentivo à prostituição, bem como a manutenção de bordéis. Em dezembro de 2013, a convenção havia sido ratificada por apenas 82 países. Uma das razões para sua não ratificação por muitos países é que o termo legal “voluntário” é amplamente definido em locais com indústria do sexo legal. Por exemplo, em países como Alemanha, Holanda, Nova Zelândia, Grécia e Turquia algumas formas de prostituição e exploração são legais e regulamentadas como atividades profissionais.

## Prostituição infantil
A prostituição infantil é considerada intrinsecamente não consensual e exploradora, pois crianças, por sua idade, não podem consentir legalmente. Na maioria dos países, a prostituição infantil é ilegal, independentemente da menor idade de consentimento estatutária.
Os Estados-partes do Protocolo Facultativo sobre a Venda de Crianças, Prostituição Infantil e Pornografia Infantil devem proibir a prostituição infantil. O Protocolo define criança como qualquer ser humano com idade inferior a 18 anos, "a menos que uma maioridade civil anterior seja reconhecida pela lei de um país". O Protocolo entrou em vigor em 18 de janeiro de 2002, e, em dezembro de 2013, 166 Estados eram partes do Protocolo, com outros 10 tendo assinado, mas não ratificado.
A Convenção sobre as Piores Formas de Trabalho Infantil, 1999 (Convenção nº 104) da Organização Internacional do Trabalho determina que o uso, obtenção ou oferta de uma criança para prostituição é uma das piores formas de trabalho infantil. Essa convenção, adotada em 1999, obriga os países ratificantes a eliminarem a prática com urgência, tendo o ritmo de ratificações mais acelerado na história da OIT desde 1919.
Nos Estados Unidos, a Lei de Proteção às Vítimas de Tráfico e Violência de 2000 classifica qualquer "ato de sexo comercial [que] seja induzido por força, fraude ou coerção, ou em que a pessoa induzida a realizar tal ato não tenha alcançado 18 anos de idade" como uma "Forma Grave de Tráfico de Pessoas".
Em nações mais pobres, a prostituição infantil continua sendo um problema sério; turistas do mundo ocidental viajam para esses países para participar do turismo sexual infantil. Tailândia, Camboja, Índia, Brasil e México foram identificados como focos de exploração sexual infantil.

## Tráfico de pessoas
O tráfico de mulheres e crianças (e, mais raramente, de jovens homens) para a prostituição constitui violação dos direitos humanos, embora o tráfico de trabalho seja possivelmente mais disseminado. Evidências encontram-se em estudos de campo com vítimas de tráfico e no fato de o mercado mundial de trabalho ser muito maior que o de serviços sexuais. As estatísticas sobre o "destino final" das pessoas traficadas costumam ser imprecisas, pois tendem a superestimar o comércio sexual.Predefinição:Slavery
O tráfico de pessoas, especialmente de meninas e mulheres, frequentemente resulta em prostituição forçada e escravidão sexual. Segundo relatório de 2007 do UNODC, os destinos internacionais mais comuns para vítimas de tráfico são Tailândia, Japão, Israel, Bélgica, Holanda, Alemanha, Itália, Turquia e os Estados Unidos. As principais origens das pessoas traficadas são Tailândia, China, Nigéria, Albânia, Bulgária, Bielorrússia, Moldávia e Ucrânia. Vítimas de tráfico cibernético são transportadas e coagidas a realizar atos sexuais ou violentadas diante de webcams em transmissões ao vivo que frequentemente são comercializados.
Um relatório do United Nations Office on Drugs and Crime de 2010 estimou que, globalmente, 79% das vítimas identificadas foram traficadas para exploração sexual, 18% para trabalho forçado e 3% para outras formas de exploração. Em 2011, uma estimativa preliminar da Comissão Europeia indicou que 75% das vítimas de tráfico foram destinadas à exploração sexual, com o restante submetido a trabalho forçado ou outras formas de exploração.
Devido à ilegalidade da prostituição e às metodologias diversas para diferenciar a prostituição forçada da voluntária, é difícil estimar com precisão a extensão do fenômeno. Segundo um relatório de 2008 do Departamento do Censo dos Estados Unidos: "Anualmente, de acordo com pesquisas patrocinadas pelo governo dos EUA em 2006, entre 600.000 e 800.000 pessoas são traficadas através de fronteiras nacionais, sem contar os milhões traficados internamente. Aproximadamente 80% das vítimas transnacionais são mulheres e meninas, e até 50% são menores, sendo a maioria traficada para exploração sexual comercial." Um relatório da European Commission de 2014 apontou que, de 2010 a 2013, 30.146 pessoas foram registradas como vítimas de tráfico nos 28 estados-membros da União Europeia, das quais 69% foram destinadas à exploração sexual.
Em 2004, The Economist afirmou que apenas uma pequena proporção de prostitutas foi explicitamente traficada contra sua vontade.
Elizabeth Pisani protestou contra a histeria em torno do tráfico de pessoas que antecede eventos esportivos como o Super Bowl ou a Copa do Mundo FIFA.
O Protocolo para Prevenir, Reprimir e Punir o Tráfico de Pessoas, especialmente Mulheres e Crianças (também conhecido como Protocolo de Palermo) é um protocolo da Convenção das Nações Unidas contra o Crime Organizado Transnacional que define o tráfico de pessoas como "o recrutamento, transporte, transferência, acolhimento ou recebimento de pessoas, por meio de ameaça ou uso de força ou outras formas de coerção, sequestro, fraude, engano, abuso de poder ou de uma posição de vulnerabilidade ou do oferecimento ou recebimento de pagamentos ou benefícios para obter o consentimento de uma pessoa que detenha o controle sobre outra, para fins de exploração." Assim, ameaça, coerção ou uso de força não são indispensáveis para configurar tráfico, sendo suficiente a exploração de vulnerabilidade existente, como a econômica ou sexual. Sigma Huda, repórter especial da ONU sobre o tema, observou que "na maioria dos casos, a prostituição, na forma como é praticada no mundo, geralmente satisfaz os elementos do tráfico." Contudo, Save the Children entende que tráfico e prostituição são questões distintas: "A questão [tráfico de pessoas] se complica quando a prostituição também é considerada uma violação dos direitos humanos básicos de mulheres adultas e menores, equiparando-se à exploração sexual. Dessa forma, tráfico e prostituição passam a se confundir."

## Atitudes sobre se a prostituição pode ser voluntária
Em relação à prostituição, existem três visões: abolicionismo (em que a prostituta é considerada vítima), regulação (em que é vista como trabalhadora) e proibição (em que é considerada criminosa). Atualmente, todas essas posições estão presentes em alguns países ocidentais. Os defensores do abolicionismo entendem que a prostituição é sempre coercitiva, argumentando que a maioria das prostitutas é forçada à prática, seja diretamente, por meio do proxenetismo e traficantes, seja indiretamente pela pobreza, drogadição e outros problemas, ou simplesmente pelas estruturas patriarcais e relações de poder entre homens e mulheres, como afirmam feministas radicais como Andrea Dworkin, Melissa Farley e Catharine MacKinnon. William D. Angel constata que "a maioria" das prostitutas foi forçada à atividade devido à pobreza, à falta de educação e de oportunidades de emprego. Kathleen Barry defende que "não deve haver distinção entre 'livre' e 'coagido', 'voluntária' e 'involuntária' prostituição, já que qualquer forma de prostituição viola os direitos humanos e afronta a feminilidade, não podendo ser considerada trabalho digno". O Partido Verde da França argumenta que "o conceito de 'livre escolha' da prostituta é relativo, em uma sociedade onde a desigualdade de gênero é institucionalizada". Os defensores do abolicionismo sustentam que a prostituição leva à destruição mental, emocional e física das mulheres envolvidas e, por isso, deve ser abolida. Em razão dessa visão, Suécia, Noruega e Islândia promulgaram leis que criminalizam os clientes, mas não as prostitutas.
Em contrapartida, os defensores da legalização não veem as mulheres do sexo como vítimas, mas como adultas que tomam uma decisão que deve ser respeitada. Mariska Majoor, ex-prostituta e fundadora do Prostitution Information Center em Amsterdã, afirma: "Para nós, trabalhadoras do sexo, é uma profissão, uma forma de ganhar dinheiro; é importante sermos realistas... A prostituição não é ruim; só é se for contra a vontade. A maioria decide por si mesma." Segundo os defensores da regulação, a prostituição deve ser reconhecida e regulamentada para proteger os direitos dos trabalhadores e prevenir abusos, sendo tratada como trabalhadoras do sexo com benefícios semelhantes aos de outras ocupações. A Carta Mundial dos Direitos das Prostitutas (1985), elaborada pelo Comitê Internacional pelos Direitos das Prostitutas, defende a descriminalização de "todos os aspectos da prostituição adulta resultantes de decisão individual". Desde meados da década de 1970, trabalhadoras do sexo têm se organizado, exigindo descriminalização da prostituição, proteção legal, melhores condições de trabalho, direito ao pagamento de impostos, liberdade de viagem e acesso a benefícios sociais como aposentadoria. Assim, países como Alemanha, Holanda e Nova Zelândia legalizaram completamente a prostituição, encarando-a como um trabalho como qualquer outro.
Na distinção entre trabalho do sexo e prostituição forçada, a organização Open Society Foundations afirma: "o trabalho do sexo é realizado por adultos consententes, onde vender ou comprar serviços sexuais não constitui violação dos direitos humanos".

## Discriminação legal
A discriminação sexual atinge quem trabalha tanto no trabalho do sexo quanto na prostituição forçada. Historicamente, crimes envolvendo violência contra as mulheres e relacionados à prostituição e ao trabalho do sexo têm sido tratados com menor rigor pela lei. Embora leis como o Violence Against Women Act tenham sido aprovadas para prevenir essas violências, o sexismo ainda está enraizado na forma como o sistema jurídico aborda esses casos. A violência com base no gênero é uma forma séria de discriminação que tem escapado por várias brechas no sistema legal dos Estados Unidos. Esses esforços fracassaram por não haver proteção constitucional para as mulheres contra a discriminação.
Segundo a polícia, muitas vezes não há evidência de que a prisão de homens por solicitarem uma prostituta seja considerada um crime de gênero. Contudo, existem discrepâncias significativas entre as prisões de prostitutas e as de homens flagrados no ato. Enquanto 70% das detenções relacionadas à prostituição envolvem mulheres, apenas 10% dizem respeito a homens/clientes. Independentemente de a garota ou mulher ser menor de idade ou ter sido coagida, ela costuma ser presa e responsabilizada, em vez de ter acesso a recursos. Os homens acusados de se envolver nesses atos ilegais com mulheres prostitutas conseguem pagar pela transação e, geralmente, arcam com sua liberação, enquanto as mulheres muitas vezes não têm essa possibilidade. Isso gera um ciclo de violência contra as mulheres, pois o resultado favorece o homem. Em um caso, uma mulher de dezenove anos, no Oklahoma, foi acusada de oferecer-se para prostituição, mesmo sabendo-se que já fora vítima de tráfico sexual. Ela exemplifica como a criminalização da prostituição frequentemente leva à prisão reiterada de mulheres, que são punidas mesmo quando são vítimas da situação. Mulheres e meninas jovens têm muito mais probabilidade de serem presas por prostituição do que meninos, e as vítimas femininas de tráfico humano costumam ser detidas diversas vezes, registradas como infratoras sexuais e até institucionalizadas. A falta de reabilitação oferecida após experiências com tráfico sexual contribui para esse ciclo de prisões.
A ERA, ou Equal Rights Amendment, é uma proposta de emenda à Constituição dos EUA que ainda não foi ratificada. Ela garantiria que direitos iguais não pudessem ser negados por motivo de sexo. Com a emenda, trabalhadores do sexo e vítimas de tráfico sexual teriam respaldo legal para contestar as discrepâncias na forma como homens e mulheres (clientes e prostitutas) são processados, pois haveria fundamentos para argumentar o tratamento desigual com base no sexo – proteção que a atual constituição dos EUA não oferece. Embora existam outras leis que protegem contra a discriminação com base em diversas categorias, muitas vezes elas não são suficientemente robustas, apresentam brechas e não oferecem proteção adequada. Essa questão se relaciona ao feminismo liberal e à abordagem individualista dessa teoria, que defende a igualdade entre os sexos por meio de direitos legais iguais, educação equitativa e maior valorização das mulheres enquanto indivíduos. A teoria concentra-se na igualdade em nível individual, em vez de repensar os sistemas jurídicos ou as estruturas de gênero, tal como a ERA propõe a igualdade dos sexos dentro do sistema existente.

## Situação global

### Europa
Na Europa, desde a queda da Cortina de Ferro em 1991, países do antigo bloco oriental – como Albânia, Moldávia, Bulgária, Rússia, Bielorrússia e Ucrânia – têm sido identificados como as principais fontes de mulheres e crianças traficadas. Mulheres e meninas jovens são frequentemente atraídas para países mais ricos com promessas de dinheiro e trabalho, sendo depois submetidas à escravidão sexual. Estima-se que dois terços das mulheres traficadas para prostituição mundialmente venham, anualmente, da Europa Oriental e da China, das quais três quartos nunca haviam trabalhado como prostitutas. Os principais destinos são Bélgica, Holanda, Alemanha, Itália, Turquia, o Oriente Médio (Israel, Emirados Árabes Unidos), Ásia, Rússia e Estados Unidos.

### Américas

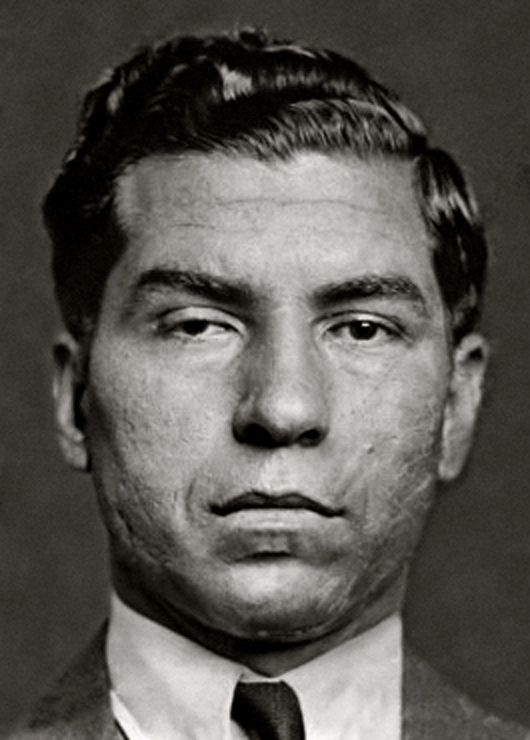
Criminoso Charles "Lucky" Luciano foi condenado por prostituição compulsória e por administrar um esquema de prostituição nos EUA em 1936.

No México, diversas organizações criminosas atraem, capturam e utilizam mulheres em bordéis. Quando as mulheres deixam de ser úteis para os grupos, frequentemente são mortas. Muitas vezes, essas organizações focam em garotas pobres e desempregadas, atraindo-as com ofertas de emprego divulgadas em outdoors e cartazes nas ruas. Em cidades como Ciudad Juárez, o alto grau de corrupção em todos os níveis – polícia, tribunais, etc. – dificulta o combate a essa atividade criminosa. Hotéis conhecidos pela polícia por abrigarem mulheres frequentemente não são revistados nem fechados, assim como as ofertas de emprego raramente são investigadas. ONGs como Nuestras Hijas de Regreso a Casa A.C. têm tentado reverter a situação, muitas vezes sem sucesso.
Nos EUA, em 2002, o Departamento de Estado repetiu uma estimativa anterior da CIA de que, anualmente, cerca de 50.000 mulheres e crianças são trazidas contra sua vontade para o país para exploração sexual. O ex-secretário de Estado Colin Powell afirmou que "aqui e no exterior, as vítimas do tráfico trabalham em condições desumanas em bordéis, fábricas exploratórias, campos e até em residências particulares." Além das vítimas traficadas internacionalmente, cidadãos americanos também são forçados à prostituição. Segundo o National Center for Missing and Exploited Children, "100.000 a 293.000 crianças correm o risco de se tornar mercadorias sexuais."

#### Nas prisões
Mulheres trans em prisões masculinas enfrentam o risco de prostituição forçada por parte de funcionários e de outros detentos. A prostituição forçada pode ocorrer quando um agente leva uma mulher trans para a cela de um detento masculino e a tranca, permitindo que ele a estuprue. O detento paga, de alguma forma, o agente, que às vezes repassa parte do valor à mulher. Os detentos que atuam como clientes são informalmente chamados de "maridos". Mulheres trans que resistem fisicamente às investidas dos clientes costumam ser acusadas de agressão e colocadas em confinamento solitário, medida que é utilizada para prolongar sua permanência na prisão e negar a liberdade condicional. Essa prática, conhecida como "V-coding", tem sido descrita como tão comum que se torna "parte central da pena de uma mulher trans".

### Oriente Médio
Mulheres da Europa Oriental são traficadas para vários países do Oriente Médio, incluindo Turquia e Emirados Árabes Unidos. Até 2004, Israel era um destino para o tráfico humano na indústria do sexo. Um grande número de mulheres iraquianas que fugiram da Guerra do Iraque recorreu à prostituição, enquanto outras foram traficadas para países como Síria, Jordânia, Egito, Catar, Emirados Árabes Unidos, Turquia e Irã. Só na Síria, estima-se que 50.000 meninas e mulheres refugiadas iraquianas – muitas viúvas – tenham se tornado prostitutas. Prostitutas iraquianas baratas contribuíram para tornar a Síria um destino popular para turistas sexuais antes da Guerra Civil Síria. Os clientes vêm de países mais ricos do Oriente Médio. São oferecidos preços altos por virgens.

### Ásia
Na Ásia, o Japão é o principal destino para mulheres traficadas, especialmente das Filipinas e da Tailândia. O Departamento de Estado dos EUA classificou o Japão como país 'Tier 2' ou 'Tier 2 Watchlist' todos os anos desde 2001, em seus relatórios anuais sobre Trafficking in Persons, indicando que o país, em maior ou menor grau, não cumpre totalmente os padrões mínimos para a eliminação do tráfico de pessoas. Em 2009, estimava-se que entre 200.000 e 400.000 pessoas fossem traficadas através do Sudeste Asiático, grande parte para a prostituição. É comum que mulheres tailandesas sejam atraídas para o Japão e vendidas para bordéis controlados pela Yakuza, onde são forçadas a quitar seu preço. No Camboja, pelo menos um quarto das 20.000 pessoas que trabalham como prostitutas são crianças, algumas com apenas 5 anos. No final dos anos 1990, a UNICEF estimou que havia 60.000 prostitutas infantis nas Filipinas, descrevendo os bordéis da cidade dos Angeles como "notórios" por oferecer sexo com crianças.
Na última década, estima-se que entre 6.000 e 7.000 meninas sejam traficadas do Nepal a cada ano, número que recentemente subiu para 10.000 a 15.000 anualmente. Isso se agrava pelo fato de a CIA afirmar que a maioria das meninas traficadas vale, durante sua atuação como trabalhadoras do sexo, aproximadamente US$ 250.000 no mercado sexual.

### Mulheres de conforto
Mulheres de conforto é um eufemismo para as mulheres que trabalhavam em bordeis nas forças armadas, especialmente do serviço militar japonês na II Guerra Mundial.
No sul da Índia e no estado oriental indiano de Odisha, devadasi é a prática da prostituição hieródulica, com formas costumeiras semelhantes, como a basavi, e envolve dedicar meninas pré-púberes e adolescentes de vilarejos, por meio de um casamento ritual com uma divindade ou templo, que passam a trabalhar no templo atuando como guias espirituais, dançarinas e prostitutas para atender devotos masculinos. Relatórios da Human Rights Watch afirmam que as devadasis são forçadas a prestar esse serviço e, ao menos em alguns casos, a praticar prostituição para membros de castas superiores. Diversos governos estaduais na Índia promulgaram leis para proibir essa prática tanto antes da independência do país quanto mais recentemente. Entre elas estão o Bombay Devdasi Act, 1934; o Devdasi (Prevention of Dedication) Madras Act, 1947; o Karnataka Devdasi (Prohibition of Dedication) Act, 1982; e o Andhra Pradesh Devdasi (Prohibition of Dedication) Act, 1988. Contudo, a tradição persiste em certas regiões da Índia, especialmente nos estados de Karnataka e Andhra Pradesh.

## História
A prostituição forçada existe ao longo de toda a história. Diz-se que é a forma mais antiga de escravidão. [carece de fontes?]

### Escravidão e prostituição – o exemplo de Fáedo de Elis
Fáedo de Elis era natural da antiga cidade-estado grega de Elis e de alta linhagem. Foi feito prisioneiro em sua juventude e passou para as mãos de um negociante ateniense de escravos; por sua considerável beleza pessoal, foi forçado à prostituição masculina. Felizmente para ele, Fáedo estabeleceu amizade com Sócrates, ao qual se apegou. Segundo Diógenes Laërtius, foi resgatado por um dos amigos de Sócrates. Ele aparece de forma proeminente no diálogo de Platão Fáedo, que leva seu nome, e mais tarde tornou-se um filósofo importante por si só.
O caso de Fáedo recebeu atenção especial devido a essas circunstâncias excepcionais. Incontáveis outros escravos, homens e mulheres, foram menos afortunados e viveram a vida na prostituição perpétua. A instituição da escravidão dispensava que o senhor pedisse o consentimento do escravo para o sexo. Os senhores podiam, e frequentemente forçavam, seus escravos a ter relações sexuais, podendo também optar por forçá-los a entrar na prostituição lucrativa. Os escravos não tinham escolha e não se beneficiavam do pagamento feito pelos clientes por seus serviços sexuais, pois esse valor ia para o bolso do senhor.

### Oriente Médio
No mundo islâmico, o sexo fora do casamento era normalmente obtido pelos homens não por meio do pagamento por sexo temporário a uma trabalhadora do sexo livre, mas sim por meio de uma escrava sexual pessoal, chamada concubina, o que configurava um comércio de escravas sexuais – comércio de escravas circassianas – que ainda perdurava no início do século XX.
Tradicionalmente, a prostituição no mundo islâmico era praticada quando o cafetão vendia temporariamente sua escrava a um cliente, que depois devolvia a posse da escrava após o ato sexual. A Lei Islâmica proibia formalmente a prostituição. Contudo, uma vez que a lei permitia que um homem tivesse relações sexuais com sua escrava pessoal, a prostituição era exercida por um cafetão que vendia sua escrava no mercado; o cliente devolvia a posse dela após 1–2 dias, sob o pretexto de descontentamento após o ato, método considerado legal e aceito na época. Essa forma de prostituição foi praticada, por exemplo, por Ibn Batuta, que adquiriu várias escravas durante suas viagens.

### Guerra de Canudos no Brasil
A Guerra de Canudos (1895–1898) foi um conflito desigual entre o estado do Brasil e cerca de 30.000 habitantes de uma comunidade rebelde chamada Canudos, no estado nordestino da Bahia. Ela marcou a guerra civil mais sangrenta da história brasileira, terminando com atrocidades em massa. Após diversas tentativas malsucedidas de supressão militar, o conflito chegou a um fim brutal em outubro de 1897, quando uma grande força do exército brasileiro invadiu a vila e matou quase todos os habitantes. Homens foram dilacerados diante de suas esposas e filhos e, no rescaldo, algumas mulheres sobreviventes foram capturadas e enviadas para bordéis em Salvador.

### Alemanha Nazista
Bordéis militares alemães na Segunda Guerra Mundial foram estabelecidos pelo Terceiro Reich durante a Segunda Guerra Mundial em grande parte da Europa ocupada, para uso dos soldados da Wehrmacht e da SS. Esses bordéis eram, em geral, criações novas, embora no Ocidente às vezes fossem instalados utilizando bordéis já existentes ou outros edifícios. Até 1942, existiam cerca de 500 desses bordéis na Europa ocupada pela Alemanha.
Frequentemente instalados em hotéis confiscados e vigiados pela Wehrmacht, essas instalações atendiam soldados em deslocamento e aqueles retirados da linha de frente. De acordo com registros, pelo menos 34.140 mulheres europeias foram forçadas a atuar como prostitutas durante a ocupação alemã de seus próprios países, incluindo prisioneiras dos bordéis em campos de concentração. Em muitos casos, sobretudo na Europa Oriental, as mulheres foram sequestradas nas ruas de cidades ocupadas durante abordagens militares e policiais (łapanka ou rafle).
Durante a Segunda Guerra Mundial, a Alemanha Nazista instituiu bordéis em campos de concentração (Lagerbordell) para incentivar a colaboração dos prisioneiros, embora essas instituições fossem utilizadas principalmente por kapos, funcionários prisioneiros e elementos criminosos, já que os detentos comuns, desprovidos de recursos e debilitados, geralmente eram incapazes de resistir aos esquemas da Schutzstaffel (SS). No fim, os bordéis dos campos não aumentaram de forma significativa a produtividade dos prisioneiros, mas criaram um mercado de cupons entre os VIPs dos campos. As mulheres forçadas a esses bordéis vieram principalmente do campo de concentração de Ravensbrück, exceto em Auschwitz, que utilizava suas próprias prisioneiras. Em conjunto com os bordéis militares, estima-se que pelo menos 34.140 mulheres foram forçadas à escravidão sexual durante o Terceiro Reich. Há casos de mulheres judaicas forçadas a essa prostituição – mesmo que o fato de soldados alemães terem relações com elas violasse as próprias Leis de Nuremberg dos nazistas.

### Mulheres de Conforto

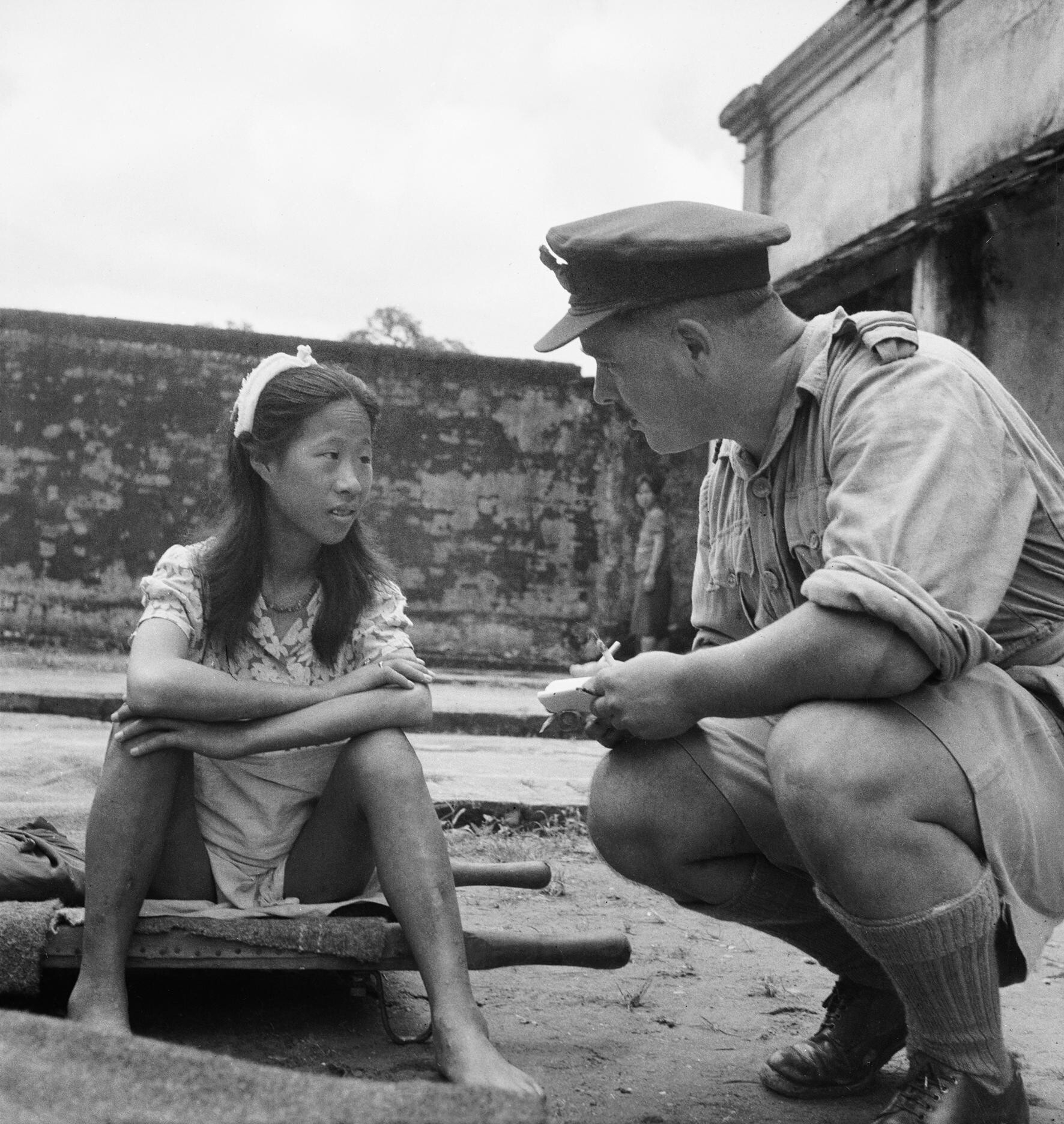
Rangoon, Birmânia. 8 de agosto de 1945. Uma jovem mulher de etnia chinesa, pertencente a um dos "batalhões de conforto" do Exército Imperial Japonês, é entrevistada por um oficial aliado.

O termo "mulheres de conforto" é um eufemismo para designar mulheres que atuaram em bordéis militares, especialmente pelo exército Imperial do Japão durante a Segunda Guerra Mundial.
Estima-se que cerca de 200.000 mulheres tenham participado, havendo estimativas tão baixas quanto 20.000 segundo alguns estudiosos japoneses e de até 410.000 conforme alguns estudiosos chineses, embora a divergência nos números exatos ainda esteja em estudo e debate. Historiadores e pesquisadores afirmam que a maioria era oriunda de Coreia, China, Japão e Filipinas, mas mulheres de Tailândia, Vietnã, Malásia, Taiwan, Indonésia e Timor-Leste e de outros territórios ocupados no âmbito da Greater East Asia Co-Prosperity Sphere também foram utilizadas em "estações de conforto". Tais estações estavam localizadas no Japão, China, nas Filipinas, Indonésia, na então Malásia, Tailândia, em Birmânia, em Nova Guiné, em Hong Kong, em Macau e na então Indochina Francesa.
Mulheres jovens de países sob controle imperial japonês foram, supostamente, sequestradas de suas casas. Em alguns casos, foram também recrutadas mediante ofertas para trabalhar no setor militar. Documentou-se que o próprio exército japonês recrutava mulheres à força. Contudo, o historiador japonês Ikuhiko Hata afirmou que não houve recrutamento forçado organizado pelo governo ou pelo exército japonês.
O número e a natureza das mulheres de conforto que serviram ao exército japonês durante a Segunda Guerra Mundial ainda estão sendo ativamente debatidos, e a questão permanece altamente política tanto no Japão quanto no restante da Ásia Extrema.
Muitos bordéis militares eram administrados por agentes privados e supervisionados pela Polícia Coreana. Alguns historiadores japoneses, baseando-se no depoimento de ex-mulheres de conforto, argumentam que o Exército Imperial Japonês e a Marinha estiveram, direta ou indiretamente, envolvidos na coerção, engano, atração e, por vezes, sequestro de mulheres jovens em territórios asiáticos sob domínio japonês.